# Peter George Xuereb
Peter George Xuereb (* 14. Oktober 1954) ist ein maltesisch-britischer Jurist und Richter. Xuereb ist seit 8. Oktober 2018 Richter am Europäischen Gerichtshof (EuGH).

## Werdegang
Peter George Xuereb absolvierte von 1972 bis 1977 an der Universität Malta seine juristische Ausbildung. Dort erlangte er im Oktober 1976 zunächst das Diploma of Notary Public (Dip. N.P.) und im November 1977 den Abschluss als Doktor der Rechte (Doctor of Laws, LL.D.). 1978 wurde er in Malta als Rechtsanwalt zugelassen, wobei er gleichzeitig am University College London ein postgraduales Masterstudium mit Spezialisierung in Unternehmens- und maritimem Transportrecht absolvierte, welches Xuereb im November 1979 als Master of Laws (LL.M.) abschloss. Von 1979 bis 1983 absolvierte er zusätzlich ein Doktoratsstudium am Gonville and Caius College der University of Cambridge, wo er im Januar 1983 mit einer Doktorarbeit zum Thema The Legal Principles Underlying Some Areas of English, Italian and French Company Law. A Comparative Study zum Doktor (Ph.D.) promoviert wurde.
Von 1982 bis 1985 war Peter George Xuereb als Dozent am Ealing College of Higher Education in London, von 1985 bis 1990 an der University of Exeter tätig. Von 1990 bis 1993 war er Senior Lecturer am Queen Mary and Westfield College der Universität London. 1993 wurde er schließlich als Professor für Europarecht und Rechtsvergleichung an die Universität Malta berufen, wo er noch heute tätig ist.
2016 wurde er zunächst zum Richter am Gericht der Europäischen Union (EuG) bestellt, mit 8. Oktober 2018 trat Peter George Xuereb die Nachfolge von Anthony Borg Barthet als maltesischer Richter am Europäischen Gerichtshof an.